# Gołąbek pięknobarwny

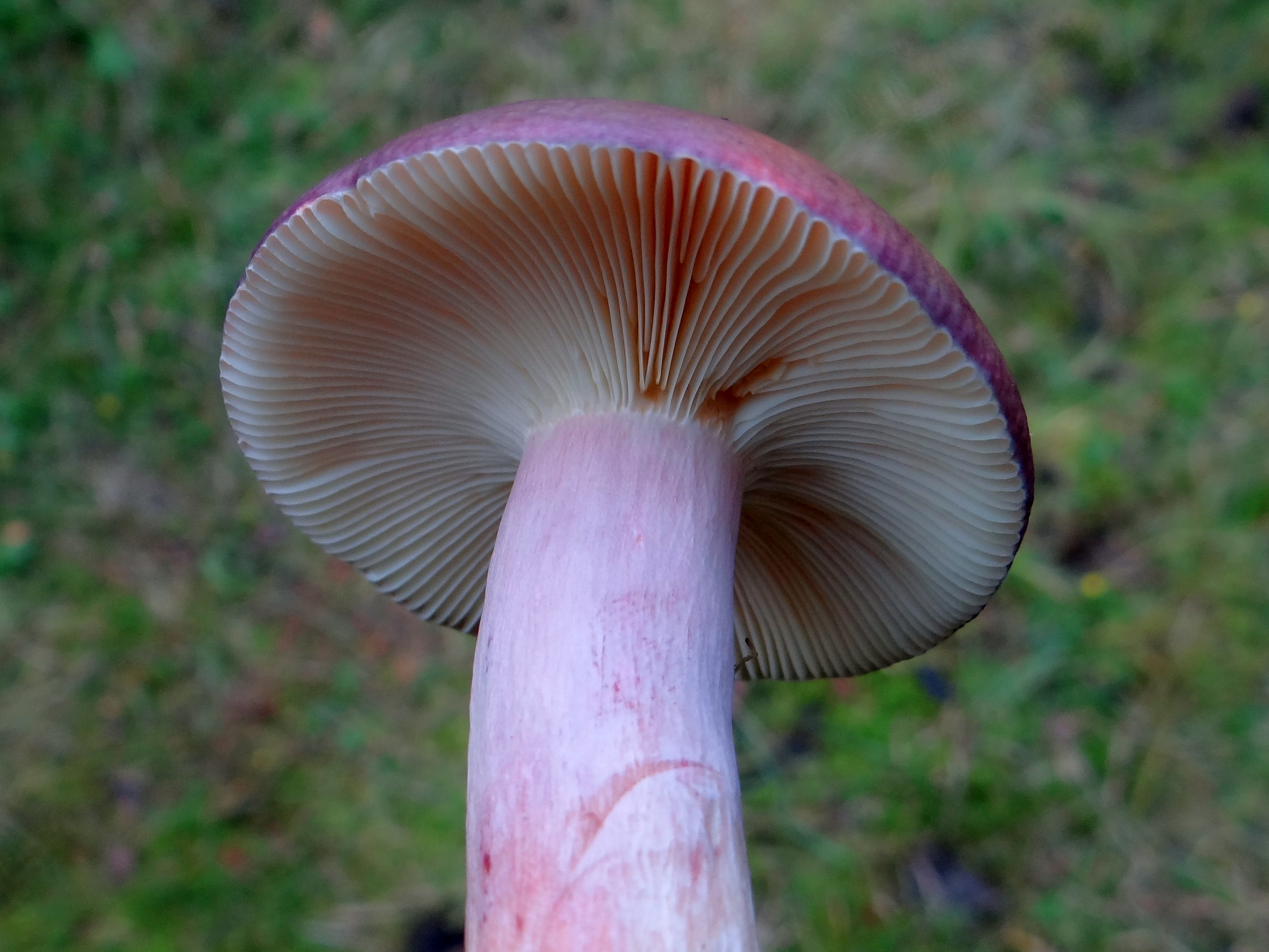

Gołąbek pięknobarwny (Russula amoenicolor Romagn.) – gatunek grzybów należący do rodziny gołąbkowatych (Russulaceae).

## Systematyka i nazewnictwo
Pozycja w klasyfikacji według Index Fungorum: Russula, Russulaceae, Russulales, Incertae sedis, Agaricomycetes, Agaricomycotina, Basidiomycota, Fungi.
Po raz pierwszy opisał go w 1962 r. Henri Charles Louis Romagnesi i nadana przez niego nazwa naukowa jest aktualna. Synonimy:
- Russula amoenicolor f. nigrosanguinea Romagn. 1962
- Russula amoenicolor f. nigrosanguinea Romagn. ex E. Campo & R. Socha 2011
- Russula amoenicolor f. olivacea Maire 1978
- Russula amoenicolor var. fenoloviolascens Donelli 2009
- Russula amoenicolor var. ramgarhensis K. Das, J.R. Sharma & R.P. Bhatt 2005[2].

Polską nazwę podała Alina Skirgiełło w 1991 r.

## Morfologia
Kapelusz
Średnica 2– 8 cm, rzadko do 12 cm, kształt początkowo wypukły, później płaski, nawet silnie wklęsły. Powierzchnia gładka, o trzech formach ubarwienia (przez Romagnesiego opisanych jako formy); u formy purpurowej brązowofioletowa z jaśniejszym brzegiem, u formy odbarwionej brudnoszara z odcieniem liliowym lub oliwkowym, u formy zielonawej – oliwkowa, czasami z bardzo ciemnym środkiem. Brzeg tępy, czasami płatowaty, u starszych okazów karbowany. Skórkę daje się ściągnąć prawie do połowy kapelusza.
Blaszki
Dość rzadkie, czasami rozwidlone z nielicznymi blaszeczkami, o szerokości 3–7 mm, przy brzegu tępe, początkowo kremowe, potem kremowoochrowe. Ostrza czasami czerwonawe lub fliliowe.
Trzon
Wysokość 2,5–7 cm, grubość 0,6–2 cm, walcowaty, początkowo odwrotnie maczugowaty i pełny, później u podstawy zwężony i watowaty, na koniec komorowaty. Powierzchnia gładka, biała, ale zwykle różowokarminowo nabiegła lub różowoliliowa.
Miąższ
Kruchy, biały, o zapachu gotujących się bulw i łagodnym smaku. Pod działaniem fenolu zmienia barwę na purpurowokarminową, z siarczanem żelaza brak reakcji barwnej.
Cechy mikroskopowe
Podstawki 48–57 × 9–13,5 µm. Bazydiospory prawie kuliste, 5,7–8,5 × 5,2–8,2, średnio 7 × 6,5 µm, z nielicznymi brodawkami i grubymi grzbietami (siateczkowate), nieco amyloidalne, z wyraźnym hilum. Na ostrzu blaszek liczne cheilocystydialne włoski 90–100 z 10–18 µm. Komórki u ich podstawy nigdy nie są kuliste. Brak strzępek mlecznych.
Gatunki podobne
Początkowo gołąbek powabny (Russula amoena) i gołąbek pięknobarwny nie były odróżniane, dopiero Henri Charles Louis Romagnesi w 1967 r. je rozdzielił. Gołąbek powabny odróżnia się mniejszym owocnikiem, odmienną reakcją na fenol i pleurocystydami. Gatunki te w istocie są łatwe do rozróżnienia. Najłatwiej pomylić gołąbka pięknobarwnego z gołąbkiem fiołkowonogim (Russula violeipes). Odróżnia się on bardziej cytrynowożółtą barwą i kulistymi komórkami (sferocytami) u podstawy cheilocystydialnych włosków.

## Występowanie i siedlisko
Występuje głównie w Europie i jest tu szeroko rozprzestrzeniony, poza Europą podano go w nielicznych miejscach w Ameryce Północnej. W Polsce W. Wojewoda w 2003 r. przytoczył 3 stanowiska, w późniejszych latach podano następne. Na Czerwonej liście roślin i grzybów Polski ma status gatunku rzadkiego – potencjalnie zagrożonego z powodu ograniczonego zasięgu geograficznego i małych obszarów siedliskowych.
Naziemny grzyb mykoryzowy, występujący w lasach iglastych i liściastych. Grzyb jadalny, ale mało wartościowy.